# Magi (cercador)
Magi seria un projecte de cercador desenvolupat per Google, segons revelà The New York Times l'abril de l'any 2023, quan Google s'adonà que el seu bot de xat Bard impulsat amb intel·ligència artificial no era suficient per competir amb la llavors última versió de Bing de Microsoft que incorporava ChatGPT. El projecte Magi, desenvolupat per uns 160 treballadors de Google, seria un nou motor de cerca amb funcions d'intel·ligència artificial, com un generador d'imatges i un bot de conversa integrats al mateix cercador. Aquest nou cercador estaria impulsat per LaMDA, i tindria una experiència personalitzada, com respondre preguntes concretes d'enginyeria de programari o fins i tot generar línies de codi, així com resoldre ràpidament dubtes més avançats. Magi s'inclouria en el mateix cercador de Google i en el navegador Chrome sota el nom de "Seachalong", i amb aquestes noves funcionalitats les cerques es realitzarien obtenint informació de pàgines web i recursos d'Internet. El cercador podria fins i tot generar imatges anomenades "GIFI" basades en resultats de Google Image. Google també voldria incloure una característica anomenada “Tivoli Tutor”, que permetria als usuaris aprendre nous idiomes a través de converses amb una intel·ligència artificial. La presentació de Magi seria prevista pel mes de maig de 2023, tot i que només disponible als Estats Units a disposició d'1 milió de persones, ampliable a 30 milions a finals d'any, pensant que cap a la tardor d'aquell mateix any ja podria incloure funcions addicionals impulsades per intel·ligència artificial com Tivoli Tutor i similars.